# Боров ефекат
Боров ефекат је феномен који се објашњава афинитет везивања хемоглобина за кисеоник, и обрнуто је повезан и са киселошћу и са концентрацијом угљен-диоксида. Према томе Боров ефекат се односи на померање криве дисоцијације кисеоника узроковано променама концентрације угљен-диоксида или пХ вредности средине. Пошто угљен-диоксид реагује са водом да би се формирала угљена киселина, повећање угљен-диоксида доводи до смањења пХ вредности крви,  што доводи до тога да протеини хемоглобина ослобађају своје засићење кисеоником. Насупрот томе, смањење угљен-диоксида изазива повећање пХ вредности, што доводи до тога да хемоглобин покупи више кисеоника.

## Епоним
Боров ефекат је добио назив по данском физиологу Кристијану Бору који је први описао овај ефекат 1904. годинe, након што је установио 
...да повећана киселост и повећана концентрација угљен-диоксида смањује афинитет молекула хемоглобина (Hb) за кисеоник (O2) повећава дисоцијацију HbO2 и више кисоника ће се отпустити.

## Експериментално откриће
Почетком 1900-их, када је Кристијан Бор радио као професор на Универзитету у Копенхагену у Данској, постао је добро познат по свом раду у области респираторне физиологије.  Након што је провео око две деценије у раду на проучавању растворљивост кисеоника, угљен-диоксида и других гасова у различитим течностима,  он је спровео и опсежна истраживања о хемоглобину и његовом афинитету према кисеонику.  Када је Бор током 1903. године поче да сарађује са Карлом Хаселбалхом и Августом Крогом (двојицом његових сарадника на универзитету), у покушају да експериментално реплицира рад Густава фон Хуфнера, користећи пуну крв уместо раствора хемоглобина.  Хуфнер је сугерисао да је крива везивања кисеоника и хемоглобина хиперболичног облика,  али након опсежног експериментисања, група из Копенхагена је утврдила да је крива у ствари сигмоидна. Након процеса исцртавања бројних кривуља дисоцијације, убрзо је постало очигледно да су високи парцијални притисци угљен-диоксида узроковали померање кривих удесно.  Даљи експерименти уз варирање концентрације угљен-диоксида брзо су пружили убедљиве доказе, потврђујући постојање онога што ће ускоро постати познато као Боров ефекат. 

### Супротстављени ставови
Кроз историју вожено је неколико денбат о томе да ли је Бор заправо први открио везу између угљен-диоксида и афинитета кисеоника, или га је руски физиолог Бронислав Вериго предухитри наводно откривши ефекат 1898. године, шест година пре Бора.  Иако ово никада није доказано, Вериго је у ствари објавио рад о односу хемоглобин-угљен-диоксид 1892. године Његов предложени модел био је погрешан, а Бор је његов модел оштро критиковао у својим публикацијама.
Још један изазов Боровом открићу долази из његове лабораторије. Иако је Бор брзо преузео пуну заслугу, његов сарадник Крог, који је изумео апарат за мерење концентрације гаса у експериментима,  је током свог живота тврдио да је он сам заправо био први који је показао ефекат. Иако постоје неки докази који то подржавају, ретроактивна промена имена добро познатог феномена била би крајње непрактична, тако да овај феномен и даље остаје познат  као Боров ефекат.

## Физиолошка улога
Боров ефекат повећава ефикасност транспорта кисеоника кроз крв. Након што се хемоглобин веже за кисеоник у плућима због високе концентрације кисеоника у удахнутом ваздухз, Боров ефекат олакшава његово ослобађање у ткивима, посебно оним ткивима којима је кисеоник најпотребнији. Када се брзина метаболизма ткива повећава, повећава се и производња отпада угљен-диоксида. Када се ткива ослободи у крвоток, угљен-диоксид формира бикарбонат и протоне кроз следећу реакцију:
{\displaystyle {\ce {CO2 + H2O <=> H2CO3 <=> H+ + HCO3^-}}}
Иако се ова реакција обично одвија веома споро, ензим карбоанхидраза (који је присутан у црвеним крвним зрнцима ) драстично убрзава конверзију у бикарбонат и протоне.  Ово узрокује смањење пХ крви, што промовише дисоцијацију кисеоника од хемоглобина и омогућава околним ткивима да добију довољно кисеоника да задовоље своје потребе. У областима где је концентрација кисеоника висока, као што су плућа, везивање кисеоника изазива ослобађање протона хемоглобина, који се рекомбинују са бикарбонатом како би елиминисали угљен-диоксид током издисаја . Ове супротне реакције протонације и депротонације се дешавају у равнотежи што резултира малом укупном променом пХ крви.
Боров ефекат омогућава телу да се прилагоди променљивим условима и омогућава снабдевање додатним кисеоником ткивима којима је то најпотребније. На пример, када су мишићи подвргнути напорној активности, потребне су им велике количине кисеоника да би спровели ћелијско дисање , које генерише HCO3− и H+) као нуспроизводе. Ови отпадни производи снижавају пХ крви, што повећава испоруку кисеоника активним мишићима. Угљен диоксид није једини молекул који може изазвати Боров ефекат. Ако мишићне ћелије не добијају довољно кисеоника за ћелијско дисање, прибегавају ферментацији млечне киселине , која ослобађа млечну киселину као нуспродукт. Ово повећава киселост крви много више него сам угљен-диоксид што одражава још већу потребу ћелија за кисеоником. У ствари, у анаеробним условима, мишићи стварају млечну киселину тако брзо да ће пХ вредносз крви која пролази кроз мишиће пасти на око 7,2, што узрокује да хемоглобин почне да ослобађа отприлике 10% више кисеоника. 

### Јачина ефекта и величина тела
Величина Боровог ефекта се обично даје нагибом {\textstyle \log(P_{50})} или  {\textstyle {\text{pH}}} криве где се, P50 односи на парцијални притисак кисеоника када је 50% места везивања хемоглобина заузето. Нагиб је означен: {\textstyle {\scriptstyle \Delta \log(P_{50}) \over \Delta {\text{pH}}}} где {\textstyle \Delta } означава промену, {\textstyle \Delta \log(P_{50})} означава промену у {\textstyle \log(P_{50})} и {\textstyle \Delta {\text{pH}}} промена у  {\textstyle {\text{pH}}}. Снага Боровог ефекта показује инверзну везу са величином организма: величина се повећава како се величина и тежина смањују. На пример, мишеви поседују веома јак Боров ефекат, чија вредност је -0,96, што захтева релативно мале промене у концентрацијама H+ или угљен-диоксид, док слонови захтевају много веће промене концентрације да би постигли много слабији ефекат.